# Rubus adornatus
Rubus adornatus är en rosväxtart som beskrevs av P. J. Müll. och Wirtgen. Rubus adornatus ingår i släktet rubusar, och familjen rosväxter.

## Underarter
Arten delas in i följande underarter:
- R. a. dasycaulon
- R. a. dasyrrhachis
- R. a. semiserpens
- R. a. cordatus
- R. a. breviglandulosus
- R. a. hostilis
- R. a. styriacus
- R. a. tutzingensis
- R. a. subpyreniacus
- R. a. purchasianus
- R. a. festivus
- R. a. amethystinus
- R. a. edentulus
- R. a. dasyphyllus
- R. a. chlorobelus
- R. a. subhirtus